# Ellsworth Vines

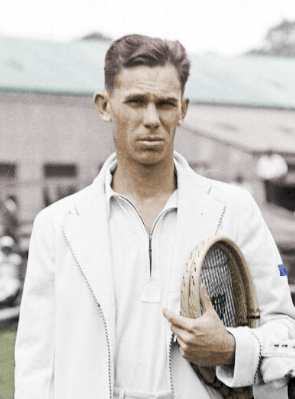
Vines (1930)

Henry Ellsworth Vines, Jr. (28 de noviembre de 1911 - 17 de marzo de 1994) fue un tenista estadounidense que brilló en los años 1930 y que fue considerado como N.º 1 del mundo durante 4 años. Si bien tuvo una exitosa carrera amateur, su esplendor lo alcanzó como profesional a partir de 1934 donde fue el indiscutible N.º 1 hasta 1938. Recordado por su poderoso servicio y potente juego se lo considera uno de los grandes talentos de la historia del tenis apareciendo frecuentemente en la lista de los más grandes jugadores que han practicado este deporte.

## Inicios y estilo de juego
Nacido en Los Ángeles, California en 1911, Vines se destacó temprano por su agresividad en el juego de ataque y sobre todo por su poderoso servicio. Su físico era ideal con un cuerpo alto y delgado y rápidamente surgieron comparaciones con el "cometa californiano" Maurice McLoughlin, quien revolucionara el juego de ataque durante los años 1910.
Su juego se basaba en controlar a sus rivales con potentísimos golpes sobre todo de derecha y totalmente planos, sin efectos. Su primer servicio, ejecutado sin efectos era el más poderoso de su tiempo y poseía un excelente segundo servicio con kick. Cuando ganó la final de Wimbledon en 1932 con un ace en el match-point, su rival Bunny Austin reconoció luego "no haber visto si la pelota fue a la izquierda o a la derecha".
Reconocido por todos los jugadores de su época, Vines se mostraba invulnerable cuando estaba fino con sus golpes y no tenía rival que pudiera soportar su ritmo de juego. Cuando Donald Budge hizo una comparación entre Vines y otro grande de la época, el británico Fred Perry diría: "Simplemente luego de soportar las embestidas de Vines, nunca sentí verdadera presión por el juego de Perry".
Su debilidad radicaba en su irregularidad. Sus golpes planos muy poco por encima de la red producían muchos errores y cuando no se encontraba en un día bueno su juego se reducía a un sinfín de errores, como le sucedió durante casi todo el año 1933.

## Carrera

### 1930
Siendo un joven de sólo 18 años, Vines logró consagrarse campeón del Southern California Championships. Su poderoso servicio y agresiva forma de golpear la pelota ya generaba admiración y se lo consideraba el nuevo “cometa californiano” (mote que se le había dado a Maurice McLoughlin, un potente jugador de los años 1910). Con muchas expectativas, jugó un torneo en Seabright, Nueva Jersey, donde derrotó fácilmente a dos grandes del tenis, Frank Hunter y Frank Shields, y terminó desilusionado con su derrota en la final ante el relativamente inofensivo Sydney Wood. 
En el US Championships de ese año, Vines perdió en tercera ronda ante el desconocido George Lyttleton Rogers luego de estar 2 sets arriba. Cuando algunos ya hablaban de que el nuevo “cometa californiano” ya había dejado de funcionar, Vines regresó a California y ganó el Pacific Southwest y practicó durante todo el invierno y primavera para un dar el gran salto en 1931.

### 1931
Su preparación dio los frutos esperados y Vines tuvo su primer gran año en el tenis amateur. Logró conquistar 9 títulos en tierras norteamericanas, entre ellos el Pacific Southwest y el más importante: el US Championships, donde derrotó en la final, con algunos aprietos, a George Lott por 7-9 6-3 9-7 7-5, tras estar 3-5 abajo en el tercer set y 2-5 abajo en el cuarto set.
Tanto Wallis Myers como Ray Bowers, dos especialistas en tenis, lo colocaron como el amateur N.º 3 del mundo para ese año, por debajo de Henri Cochet y Bunny Austin. En un ranking que incluye a profesionales y amateurs, Bowers lo consideró el N.º 4 por debajo de Bill Tilden, Cochet y Austin.

### 1932
En su mejor año en el amateurismo, Vines conquistó el Campeonato de Wimbledon en su primera participación en el torneo. A pesar de no estar preclasificado, Vines venció a jugadores de la talla de Harry Hopman, Jack Crawford y Bunny Austin, los dos últimos con contundentes victorias en sets corridos en las semifinales y final respectivamente. En la final realizó 30 aces y cerró el partido con uno de ellos. Austin luego diría que la pelota pasó con tanta velocidad que no sabía si fue hacia su derecha o hacia su izquierda.
Su éxito se extendería al US Championships, donde logró su segundo título en forma consecutiva derrotando en la final al francés Henri Cochet en sets corridos. Allí logró también su primer Grand Slam en dobles, haciendo pareja con su compatriota Keith Gledhill y derrotando en la final a una de las mejores duplas de esos tiempos: Wilmer Allison y John van Ryn
También fue su año debut en Copa Davis, terminando el año con un récord de 9-1 en singles. Fue la figura más importante que llevó a los Estados Unidos a la final del torneo. Sus victorias más importantes fueron ante los australianos Jack Crawford y Harry Hopman en la final americana y ante Gottfried von Cramm en la final interzonal. En la final ante Francia, perdió inesperadamente su invicto ante el veterano Jean Borotra, lo que prácticamente le costó el torneo a los Estados Unidos. Con la serie ya definida, venció a Henri Cochet tras estar 2 sets a 0 abajo.
Fue considerado unánimemente como el jugador N.º 1 del mundo en este año, aún por encima de Bill Tilden, el mejor profesional. 

### 1933
Su carrera tuvo un inesperado declive luego del gran 1932 que había tenido aunque igual tuvo algunas buenas actuaciones. Compitió por única vez en su carrera en el Australian Championships donde se vio sorprendido en cuartos de final por Viv McGrath. Su consuelo vino en el dobles, donde junto a Keith Gledhill se alzaron con su segundo título de Grand Slam en la modalidad.
Su defensa del título en Wimbledon llegó hasta la final. Tras derrotar a Henri Cochet en semifinales, perdió en la final con el australiano Jack Crawford en 5 sets.
En Copa Davis si bien ganó los encuentros clasificatorios tuvo una mala serie en la final interzonal ante Reino Unido jugada en París y perdió sus partidos ante Fred Perry y Bunny Austin y Estados Unidos quedó fuera de la final.
Su cierre de año fue lo peor, perdiendo tempranamente en el US Championships ante el desconocido Bryan Grant y también yéndose pronto en Los Ángeles. Luego de este torneo anunció su paso al profesionalismo, convirtiendo al tour profesional en algo mucho más atractivo y hasta con mayor nivel que el tour amateur.

### 1934
Vines firmó como la nueva estrella del tour profesional y se embarcó en una serie de partidos ante la gran estrella del profesionalismo, Bill Tilden. Tras la serie de partidos durante el invierno norteamericano, Vines se mostró ligeramente superior a Tilden en la cantidad de partidos ganados (11-9 según Ray Bowers). Luego se embarcó en un tour de partidos por Estados Unidos ante los europeos Henri Cochet y Martin Plaa y derrotó a ambos categóricamente sin perder ningún partido.
La primavera vio una nueva serie de duelos entre Tilden y Vines y allí la diferencia entre el joven californiano y el veterano Tilden se acentuaron.
Vines se mostró intratable el resto del año y se llevó dos de los tres torneos profesionales más importantes del año: el Wembley Pro (sobre canchas de madera cubiertas) y el Paris Pro (sobre tierra batida cubiertas). Otros torneos ganados fueron el “Eastern Pro Championships” en Nueva York, el “Middle States Tournament” en Filadelfia, el “New England Championships” en Longwood y el Western Championships en Cleveland.
De esta forma se mostró implacablemente como el mejor jugador profesional del año aunque quizás por debajo del N.º 1 entre los amateurs, el británico Fred Perry.

### 1935
Sin grandes incorporaciones al circuito profesional (los norteamericanos George Lott y Lester Stoefen los más destacados), Vines se mantuvo nuevamente como el indiscutible mejor tenista profesional. En los comienzos del año, derrotó en una serie de partidos por todo Estados Unidos ampliamente a Lester Stoefen y a Bill Tilden, y claramente aunque sin tanto margen al alemán Hans Nusslein. 
En cuanto a torneos, Vines se alzó con 3 de los 4 torneos profesionales más importantes del año (no participó en el US Pro). En el French Pro Championships en el Estadio Roland Garros (sobre tierra batida), derrotó a Hans Nusslein en la final en 4 sets. Luego se adjudicó el International Pro Championships en Southport, sobre canchas duras, donde triunfó en 5 sets en la final ante Bill Tilden. Esta final volvió a repetirse en octubre, en el Wembley Pro Championships, sobre carpeta, donde Vines venció a Tilden nuevamente en 5 sets.
Vines se erigió nuevamente como el indiscutible N.º 1 entre los profesionales. Ray Bowers lo calificó como el co-N.º 1 del mundo junto al N.º 1 amateur, Fred Perry, campeón de Wimbledon, Roland Garros y Copa Davis.

### 1936
Arrancó el año con una gira de partidos por Norteamérica junto a Lester Stoefen, George Lott y Berkeley Bell. Allí Vines derrotó más que contundentemente a Stoefen (33-5 según Ray Bowers). El año se mostró decepcionante en competitividad y Vines nunca se enfrentó a Nusslein, el mejor jugador detrás de él en el profesionalismo. No participó en ninguno de los 2 torneos más importantes del año (en Roland Garros y en Southport). A fines de año se embarcó en un tour por Asia donde se mostró superior al veterano Bill Tilden.
Bowers lo consideró nuevamente como el N.º 1 entre los profesionales, un escalón por debajo de Fred Perry quien se convertiría al profesionalismo el siguiente año.

### 1937
Con esperanzas renovadas debido a la esperada contratación de Fred Perry, Vines se erigió como el campeón profesional que desafiaría al exrey amateur. En la serie de partidos por Estados Unidos, la competencia se mostró muy pareja y para mediados de mayo, cuando terminaba la serie, Vines se mostraba ligeramente superior al reciente profesional: 32-29 en la cuenta de Bowers.
La rivalidad continuó en el Reino Unido, donde en una corta serie de partidos, Perry derrotó a Vines y emparejó la serie de partidos entre ambos. Vines no compitió en ninguno de los torneos importantes en el resto del año.
La extrema paridad entre Vines y Perry impidió elegir un real N.º 1 y ambos son considerados como los co-N.º 1 del mundo para 1937, y a ellos se les podría unir el nuevo campeón amateur, Don Budge. La nueva rivalidad había producido una inyección de expectativas en el público que se acercó en mayor número a presenciar exhibiciones profesionales.

### 1938
En un nuevo año donde la mayor atracción fueron los duelos Vines-Perry, Ellsworth incrementó su nivel respecto al año anterior y logró derrotarlo en la serie de juegos por Norteamérica más ampliamente que el año anterior (49-35). Vines se ausentaría nuevamente de los torneos profesionales aunque su superioridad sobre Perry lo colocaba indefectiblemente en la cima del tour profesional. Ambos se volvieron a enfrentar a fin de año en una corta serie de partidos en el Caribe donde terminaron igualados en 4.
Aun siendo el mejor profesional, la nueva estrella amateur, Don Budge, conquistaba el Grand Slam por primera vez en la historia y los especialistas lo consideran como el mejor de 1938. Vines sería el año siguiente el campeón profesional que desafiaría a Budge, quien se convertía en la nueva estrella profesional, dejando un contingente muy debilitado de tenistas amateurs.

### 1939
Con la gran expectativa de la incorporación de Budge al profesionalismo, Vines inició el año con una gira de enfrentamientos ante su nuevo rival. A pesar de haber empezado de manera floja, mejoró con el transcurso de los partidos y se mostró como un gran rival para el espectacular tenista califroniano. Budge se mostraba como el primero en poder jugar a la misma velocidad de Vines y capaz de contestar sus golpes, no sólo bloquearlos. La serie terminó a favor de Budge por 22-17 aunque cuando estaba a su mejor nivel, Vines se seguía mostrando intimidante.
En la gira europea, Budge nuevamente fue superior a Ellsworth, esta vez por un margen más amplio, venciéndolo, entre otros, en la final del Roland Garros Pro. Vines se consoló alzándose luego con el US Pro, torneo donde no participaron ni Budge ni Nusslein. La aparición de Donald Budge acabó con una hegemonía de cinco años en el profesionalismo de Ellsworth Vines, que peligró sólo en 1937 por parte de Perry. A pesar de esto, se mostró como el segundo mejor profesional junto a Nusslein, dando al profesionalismo una competitividad mucho mayor de la que gozaba el tour amateur.
Vines jugaría ocasionales partidos en el futuro pero toda su energía pasó a la práctica del golf. Donald Budge diría luego que “en su día”, Vines era el mejor tenista de la historia. Lo mismo fue dicho por otra leyenda del tenis, el norteamericano Jack Kramer en el año 1979, quien eligió tanto a Vines como a Budge como los dos mejores jugadores de tenis de la historia mencionando a Vines como el mejor "cuando estaba en su día" y a Budge como el mejor por consistencia.
En 1942 se convirtió en golfista profesional logrando dos títulos en su carrera y alcanzando las semifinales del prestigioso PGA Championship..
En 1962 fue incorporado al Salón internacional de la fama del tenis. Murió en 1994, a los 82 años.

## Torneos de Grand Slam

### Campeón Individuales (3)
| Año  | Torneo                            | Oponente en la final | Resultado       |
| 1931 | US National Singles Championships | George Lott          | 7-9 6-3 9-7 7-5 |
| 1932 | Wimbledon                         | Bunny Austin         | 6-4 6-2 6-0     |
| 1932 | US National Singles Championships | Henri Cochet         | 6-4 6-4 6-4     |

### Finalista Individuales (1)
| Año  | Torneo    | Oponente en la final | Resultado            |
| 1933 | Wimbledon | Jack Crawford        | 6-4 9-11 2-6 6-2 4-6 |

### Campeón Dobles (2)
| Año  | Torneo                            | Pareja         | Oponentes en la final       | Resultado    |
| 1932 | US National Doubles Championships | Keith Gledhill | Wilmer Allison John Van Ryn | 6-4 6-3 6-2  |
| 1933 | Campeonato Australiano            | Keith Gledhill | Jack Crawford Gar Moon      | 6-4 10-8 6-2 |

### Campeón Dobles Mixto (1)
| Año  | Torneo                            | Pareja         | Oponentes en la final     | Resultado |
| 1933 | US National Doubles Championships | Elizabeth Ryan | Sarah Palfrey George Lott | 11-9 6-1  |

### Clasificación en torneos del Grand Slam
| Torneo                   | 1933 | 1932 | 1931 | 1930 | Títulos |
| ------------------------ | ---- | ---- | ---- | ---- | ------- |
| Australian Championships | CF   | -    | -    | -    | 0       |
| Roland Garros            | -    | -    | -    | -    | 0       |
| Wimbledon                | F    | G    | -    | -    | 1       |
| US Championships         | 4r   | G    | G    | 3r   | 2       |